# Malinas
Malinas is een winkelcentrum in Mechelen-Noord, België. De projectontwikkelaar is Mitiska REIM, die de projectgronden verkreeg na een ruil met de stad Mechelen. Het complex opende de deuren op 28 oktober 2021.
Het project kostte 40 miljoen euro en biedt werk aan ongeveer 270 werknemers.

## Locatie
Het winkelpark bevindt zich in de lus van de aansluiting van de R6 op de N16 aan het verkeerscomplex N16/E19 (afrit/oprit Mechelen Noord).
Binnen het GRUP ‘Afbakening regionaalstedelijk gebied Mechelen’ heeft dit gebied genaamd "Mechelen-Noord IV", de bestemming gekregen van gemengd regionaal bedrijventerrein. Voor de zone werd tevens een gemeentelijk RUP ‘Mechelen-Noord IV’ goedgekeurd (definitief vastgesteld op 25 februari 2019), waarbij men de zone binnen de lus van de R6 inkleurt als regionaal bedrijventerrein voor kleinhandel en de zone langs de lus van de R6 als zone voor wegenis.

## Mobiliteit
Het Agentschap Wegen en Verkeer heeft van juni 2020 tot augustus 2020 een nieuw lichtgeregeld kruispunt gebouwd op de N16 met de nieuwe ontsluitingsweg naar het winkelcomplex. Er werd een fietspad van/naar Malinas aangelegd dat verbinding maakt met het jaagpad aan de Dijle. Het fietsverkeer kruist op het nieuw aangelegde kruispunt het autoverkeer.
Er werd een nieuwe bushalte aangelegd voor De Lijn: buslijn 6 en 9 van de Mechelse stadsbus stoppen aan de nieuwe bushalte Kantvelden op de N16.
Voor voetgangers en fieters werd er een tunnel gebouwd die aansluiting geeft op het stadscentrum.

## Ontstaan
De projectgrond aan de R6 was oorspronkelijk eigendom van de stad Mechelen, maar bleek niet geschikt voor het bouwen van een nieuw voetbalstadion met 20.000 plaatsen voor KV Mechelen. Projectontwikkelaar Mitisika sloot een ruildeal met de stad Mechelen met het oog op de ontwikkeling van een nieuw retailpark: 1,2 miljoen euro en de grond waarop het stadion van KV Mechelen gebouwd werd, werden geruild voor de projectgrond aan de R6. Mitiska had de stadiongrond bekomen van de vereffenaar van de voetbalclub, omdat de club rond het jaar 2002 in financiële moeilijkheden zat. Het winkelpark huisvest 9 winkels die aan het Rode Kruisplein gevestigd waren (site Keerdok, naast de Dijle richting Mechelen-centrum). De winkels op het Rode Kruisplein moesten wijken voor woonontwikkeling.
De bouwvergunning voor het winkelcentrum werd toegekend in juli 2012. Het gebied was onbebouwd en grotendeels bebost.
Het departement Omgeving van de Vlaamse overheid keurde op 31 januari 2020 het project-MER (milieueffectenrapport) goed, nadat het vorige plan in september 2019 omwille van een foute en onvolledige onderbouwing nog werd afgekeurd. In mei 2020 werd vervolgens de omgevingsvergunning goedgekeurd. De effectieve bouw zou dan in de zomer van 2020 kunnen starten, met geplande opening in november 2021.
Projectontwikkelaar Mitiska REIM startte in september 2019 met het bouwklaar maken van het terrein.
Hiervoor werd 5,8 hectare aan bos gekapt binnen het projectgebied van de lus zelf. Als compensatie werd er 11,6 hectare aangeplant over Geraardsbergen, Herent, Kortessem, Lichtaart en Wortegem-Petegem en Mechelen. In totaal kwam er zo 33.111 m² opnieuw op Mechels grondgebied (Kauwendaal) terecht. Dat is 57% van de oorspronkelijke Mechelse gekapte oppervlakte. Er werden 21 bestaande vrij jonge bomen verplaatst. Voor de nieuw aan te leggen ontsluitingsinfrastructuur (dus buiten de lus) werd nog een extra 2,42 hectare waardevol bos gekapt. Daarvan wordt 2,96 hectare op Mechels grondgebied gecompenseerd. Het gaat om een gebied in Walem, gelegen tussen de E19, de Nete en de Spildoornvijver.
In september 2020 werd aan de bouw van het winkelcentrum begonnen.

## Protest
De komst van het winkelpark Malinas en de kap van bomen daarvoor was van in het begin omstreden. Enkele actiegroepen waaronder Groene Buffer ijverden voor het behoud van het bos dat als biologisch waardevol stond ingetekend op de biologische waarderingskaart. Van het oorspronkelijke bos bleven maar enkele bomen bewaard.

## Winkels
Er zijn 19 winkels met een minimale oppervlakte van 800 vierkante meter. Naast de winkels die verhuizen vanuit het Rode Kruisplein (A.S.Adventure, JBC, Van den Borre, Leenbakker en Pro Duo), werden er ook een aantal nieuwe winkels geopend: er is onder meer een vestiging van Action, Albert Heijn XL, C&A, AVA, Overstock, X2O, Keukenspecialist Eggo, Sleepworld en Jysk. Om een leegloop uit het Mechelse stadscentrum te vermijden werd er een handelsvestigingsconvenant opgesteld tussen de stad Mechelen en Mitiska.
Er is één horecagelegenheid.
Het winkelpark ontvangt bijna 50.000 bezoekers per week. Ook andere winkels wensen zich hier te vestigen omwille van het succes.